# Chiusi
Chiusi település Olaszországban, Toszkána régióban, Siena megyében. Lakosainak száma 8093 fő (2023. január 1.). Chiusi Cetona, Chianciano Terme, Città della Pieve, Montepulciano, Sarteano és Castiglione del Lago községekkel határos.

## Népesség
A település lakossága az elmúlt években az alábbi módon változott:

| 2018 | 8 558 |
| 2023 | 8 093 |